# Pretestwaarschijnlijkheid van ziekte
De pretestwaarschijnlijkheid van ziekte of voorkans is de kans dat iemand aan een bepaalde ziekte lijdt in een populatie die door een test op die ziekte wordt onderzocht. De pretestwaarschijnlijkheid staat tegenover de posttestwaarschijnlijkheid, die de kans op lijden aan de ziekte evalueert rekening houdend met een positieve uitslag van de test, dus binnen de groep personen die positief op de test zouden scoren. 
Deze posttestwaarschijnlijkheid kan op verschillende manieren geëvalueerd worden:
1. de prevalentie van de ziekte indien men op geen andere wijze deze voorkans kan of wil berekenen of schatten;
2. de posttestwaarschijnlijkheid van ziekte van een eraan voorafgaande andere test;
3. de schatting op basis van theoretische kennis en ervaring van deze voorkans indien men rekening wil houden met andere gegevens waarmee men de nakans niet kan berekenen.

De prevalentie van de ziekte is het verhoudingsgewijze voorkomen van de ziekte in de populatie waar de test gebruikt wordt. 
De pretestwaarschijnlijkheid van ziekte wordt samen met de toepasselijke likelihood ratio (de positieve bij positief testresultaat, de negatieve bij negatief testresultaat) gebruikt om de posttestwaarschijnlijkheid van ziekte (nakans) te berekenen.